# Rinodina efflorescens
Rinodina efflorescens är en lavart som beskrevs av Malme. Rinodina efflorescens ingår i släktet Rinodina och familjen Physciaceae.  Arten är reproducerande i Sverige. Inga underarter finns listade i Catalogue of Life.